# Quảng Thạch, Quảng Xương
Quảng Thạch là một xã thuộc huyện Quảng Xương, tỉnh Thanh Hóa, Việt Nam.

## Địa giới hành chính
Xã Quảng Thạch nằm ở phía đông nam của huyện Quảng Xương, ven vịnh Bắc Bộ với chiều dài 0,87 km bờ biển.
- Phía đông giáp Biển Đông và xã Quảng Nham
- Phía nam giáp thị xã Nghi Sơn (ranh giới tự nhiên là sông Yên).
- Phía tây giáp các xã Quảng Chính và Quảng Khê
- Phía bắc giáp xã Tiên Trang.

## Lịch sử hành chính
Vùng đất thuộc xã Quảng Thạch ngày nay, vào đầu thế kỷ XIX thuộc tổng Thái Lai, huyện Quảng Xương, phủ Tĩnh Gia, nội trấn Thanh Hóa.
Sau năm 1945, thuộc các xã Ký Con (cùng với xã Quảng Nham hiện nay) và Sào Nam (xóm Sơn), huyện Quảng Xương. Năm 1948, các xã Hoa Lư, Ký Con và Lý Thường Kiệt sáp nhập thành xã Quảng Chính còn các xã Diên Hồng, Hồng Lạc và Sào Nam sáp nhập thành xã Quảng Lộc. Năm 1954, xã Quảng Thạch được thành lập từ một phần lãnh thổ của xã Quảng Chính và Quảng Lộc (xóm Sơn), tên gọi Quảng Thạch xuất hiện từ đây.
Xã Quảng Thạch gồm các làng: 
- Làng Bồ.
- Làng Hóa Quyền.
- Làng Tú Lâm.
- Xóm Sơn.

Từ năm 1990 gồm các thôn là Thạch Trung, Thạch Ngọc, Thạch Hải, Thạch Tiến, Thạch Bắc, Thạch Nam, Thạch Đông và Sơn Lâm.